# 增值
增值（Added value）是財務分析上用以衡量股東價值的項目。這個項目利用以下的算式計算：
增值（Added Value） = 銷貨量（Sales） - 購貨量（Purchases） - 勞工成本（Labour Costs） - 資金成本（Capital Costs）
另外，增值亦可以定義為區別某一特定貨物的最終銷售價格，在扣除所有製造特定產品的所有直接及間接投入開支後的剩餘價值。
這兩個定義的差別，就是一家公司與股東在某一財政年度所賺得的盈利，在扣除應有的開銷及除稅後的利潤。公司的增值，可以幫助投資者透過與定期存款或其他從債券之類的商業票據所得的收入而衡量一家公司是否值得投資，

## 參看
- 有關其他股東價值的估量，可參看：
  - 經濟增值
  - 市場增值
- 價值增長